# Prúsies II
Prúsies II (en llatí Prusias, en grec antic Προυσίας) fou rei de Bitínia possiblement de l'any 180 aC al 149 aC conegut com a Κυνηγός "Kynegos" (Caçador).
Era fill de Prúsies I al que va succeir no es coneix en quina data, però posterior al 183 aC i abans del 179 aC. El 183 aC encara regnava Prúsies I i el 179 aC apareix un Prúsies en un tractat entre Èumenes II de Pèrgam i Farnaces I del Pont que probablement ja era Prúsies II, segons sembla dir Polibi.
El 171 aC quan va esclatar la guerra entre el regne de Macedònia i Roma, Prúsies, que poc abans havia demanat i obtingut la mà d'Apama, la germana del rei Perseu de Macedònia, va decidir restar neutral, amb l'objectiu de signar la pau amb la part que en sortís victoriosa, segons Titus Livi. El 169 aC, quan la manca de victòries romanes posava als estats a favor de Perseu, va enviar una ambaixada a Roma per fer de mediador i obtenir una pau en termes acceptables, però la seva intervenció va ser rebutjada pel senat romà.
El 168 aC després de la victòria romana, va intentar fer-se perdonar qualsevol ofensa que hagués infligit a Roma i va rebre els enviats romans a la seva cort vestit amb la roba característica d'un esclau emancipat romà, i es va declarar llibert del poble romà El 167 aC va anar a Roma on va mirar d'obtenir el favor del senat amb similars actes d'adulació i servilisme; finalment va obtenir la renovació de l'aliança entre Bitínia i Roma i la cessió d'alguns territoris, com diu Polibi.
En endavant va enviar diverses ambaixades a Roma per queixar-se del rei Èumenes II de Pèrgam, que no van produir cap resultat. L'any 159 aC al morir Èumenes i entaular-se una disputa entre Prúsies i el successor, Àtal II de Pèrgam, la situació va portar a la guerra oberta cap a l'any 156 aC. Prúsies en va sortir victoriós inicialment i va derrotar a Àtal en una gran batalla. Àtal va haver de fugir cap a Pèrgam on va quedar assetjat, però Prúsies no va poder ocupar la ciutat.
Àtal va enviar una ambaixada a Roma a queixar-se de l'agressió i el senat romà va enviar una ambaixada a Prúsies amb orde de desistir de la guerra. Però Prúsies va tractar aquesta delegació amb menyspreu i va atacar novament a Àtal i el va empènyer altre cop dins de les muralles de la ciutat.
A l'any següent l'exèrcit de Pèrgam va ser més afortunat, i al mateix temps va arribar una nova ambaixada romana que va obligar a Prúsies a fer la pau (154 aC).
Mentre, el rei Prúsies havia perdut suport popular pels seus vicis i crueltats i el favor popular s'havia dirigit al seu fill Nicomedes. Prúsies va enviar el seu fill a Roma per apartar-lo del país però recelós de què conspirava va encarregar al seu ambaixador Menes de matar el jove príncep; Menes en veure que el senat tenia en alta consideració al jove príncep, va desobeir al seu senyor, i es va aliar amb l'ambaixador d'Àtal, Andrònic, en una conspiració per establir a Nicomedes al tron.
Quan Nicomedes, amb suport de Pèrgam, es va presentar a Bitínia, part del país li va donar suport. Prúsies poc podia fer en contra de la major part del país i de l'exèrcit de Pèrgam (i l'encobert suport romà) i va quedar tancat a la ciutat de Nicomèdia; els habitants de la ciutat van obrir les portes i Prúsies va morir assassinat al temple on s'havia refugiat, l'any 149 aC, segons Appià. El seu fill Nicomedes II Epífanes va pujar al tron.
Els autors antics  el presenten com un personatge cruel i viciós, i esclau de tots els vicis. Li apassionava la cacera, d'on el malnom de Caçador.